# Poecilia latipinna
Poecilia latipinna è un pesce d'acqua dolce e salmastra della famiglia Poeciliidae.

## Distribuzione e habitat
Questo Molly è diffuso nelle acque dolci e salmastre (coste e foci dei fiumi) del Centro-America, dagli Stati Uniti d'America (Nord Carolina e tutti gli stati affacciati sul Golfo del Messico) al Messico (golfo di Veracruz).

Abita zone con alta densità di vegetazione.

## Descrizione
Il corpo del maschio ha forme rettangolari, con testa appuntita. I fianchi compressi. La pinna dorsale è alta e ampia, erettile, composta da 12-14 raggi. La coda è a delta, ampia, così come le pettorali. Le pinne ventrali sono piccole, vicine al gonopodio. La femmina è più snella, con ventre arrotondato e pinne più corte. Entrambi raggiungono i 10–14 cm, anche se la femmina è più grossa. La livrea originaria prevede un colore di fondo verde-azzurro, con squame colorate di scuro formanti righe puntinate. Le pinne sono altrettanto colorate.

## Riproduzione
La fecondazione è interna, ed avviene grazie al gonopodio, organo riproduttore del maschio. La femmina cova internamente le uova, partorendo avannotti (da 10 a 100) già formati quando le uova si schiudono, dopo 28-32 giorni.

## Acquariofilia
È uno dei Pecilidi più allevati in acquario. In commercio sono disponibili diverse selezioni che differiscono per colore, forma del corpo e forma delle pinne.
Il midnight molly è un ibrido tra black molly (selezione di Poecilia sphenops con cui è spesso confuso) e P. latipinna
Sia in natura che in cattività è possibile l'ibridazionei con poecilidi affini.

## Curiosità
Poecilia latipinna è fisicamente simile a Poecilia velifera, dal quale si distingue soltanto per la pinna dorsale più piccola, composta da 14 raggi anziché 19.